# Buchenau (Lindberg)
Buchenau ist ein Ortsteil der Gemeinde Lindberg im Landkreis Regen.

## Geographie
Buchenau liegt inmitten des Bayerischen Waldes, 4,1 Kilometer östlich von Lindberg und etwa vier Kilometer nordöstlich von Frauenau. Nördlich des Ortes steigt das Gelände über die Steinschachtenhänge steil zu dem über 1200 m ü. NN hohen Höhenzug des Hahnenbogens hin an. Fünf Kilometer östlich des Dorfes liegen der Latschensee und die Grenze zu Tschechien. Zwei Kilometer südlich befindet sich die 94 Hektar große Trinkwassertalsperre Frauenau. Durch den Ort fließt der Pommerbach, der dort weitere Bachläufe aufnimmt. Südlich und westlich fällt das Gelände, den Bachläufen folgend, allmählich ab zum Tal des Kleinen Regen hin. Dieser nimmt als Vorfluter alle Bachläufe auf und entwässert das Gebiet über den Donauraum hinweg zum Schwarzen Meer hin.

## Geschichte

### Anfänge
1629 verlegte Hans Preißler seine Glashütte von Unterzwieselau hierher. Solche Glashüttenverlegungen waren zu dieser Zeit der sogenannten fliegenden Hütten ein normaler Vorgang. Sie erhielt den Namen Preißlerhütte.
1725 erneuerte Johann Adam Hilz die Glashütte und erbaute sieben Inhäuser für die Glasmacherfamilien. Die kleine Siedlung erhielt nun den Namen Hilzenhütte. Sie gehörte zum Glashüttengut Oberzwieselau. Mit dem zweiten Gemeindeedikt vom 17. Mai 1818 und der Errichtung der Gemeinden im Jahr 1821 kam die Hilzenhütte zur Gemeinde Frauenau, doch da nach einem neuerlichen Erlass ein Erbgut wie Oberzwieselau nicht auf zwei politische Gemeinden aufgeteilt sein durfte, kam die Hilzenhütte aufgrund eines Gemeindeänderungsantrages durch Ministerialentschließung am 30. Juni 1828 zur Gemeinde Lindberg.

### Glashüttengut
Die Siedlung war 1839 war auf zehn Inhäuser angewachsen. 1840 erbaute Benedikt Ritter von Poschinger auf Oberzwieselau hier ein Herrenhaus als Wohnsitz für seinen Sohn Ferdinand. 1856 teilte er seinen Besitz in zwei selbständige Glashüttengüter. Nun erhielt die Hilzenhütte den Namen Buchenau. Ferdinand wurde Herr über das Gut Buchenau mit den Glashütten in Buchenau und in der benachbarten Spiegelhütte sowie 6484 Tagewerk Grund.
Zwischen 1868 und 1870 erweiterte Ferdinand Ritter von Poschinger seinen Wohnsitz im Stile des
Historismus zu einem repräsentativen Schloss. Von einem russischen Gartenarchitekten wurde ein Schlosspark angelegt.
1878/81 übernahm Ferdinand II. Ritter von Poschinger das Glashüttengut. Unter ihm erlangten das Flach- und Antikglas von Buchenau sowie das Hohlglas von Spiegelhütte Weltgeltung. Das Buchenauer Jugendstilglas wurde vor allem für Kirchenfenster gebraucht. Jahrelang arbeitete hier der Kunstgewerbler und Maler Julius Diez. Nach 1890 komponierte auf Schloss Buchenau Engelbert Humperdinck Teile seiner Oper Hänsel und Gretel. Poschinger errichtete von 1903 bis 1906 ein Schulhaus, ein Forstverwaltungsgebäude und mehrere Wirtschaftsgebäude im Jugendstil. Er starb 1921.

### Krise und Neubeginn
Das Gut wurde nun, da sein Sohn Günther seit dem Ersten Weltkrieg in Russland lebte, von seiner Witwe Juliane weitergeführt. 1929 richtete ein Unwetter schwere Schäden in den Gutswäldern an, und die Weltwirtschaftskrise führte letztlich zum endgültigen Niedergang des verkehrsfernen Betriebes. Am 28. November 1932 wurde in der Glashütte von Buchenau das letzte Glas geschmolzen, am 1. Februar 1933 erlosch das Feuer in den Öfen.
Im Frühjahr 1933 trieben die Großgläubiger die Eröffnung eines Entschuldungsverfahrens voran. Nach einigem Tauziehen um das Schicksal des Gutes setzte sich die staatliche Osthilfe im Namen der Bayerischen Staatsforstverwaltung durch, die von Gesetzes wegen die Aufgabe hatte, Spekulationen mit Grund und Boden zu verhindern. Am 27. April 1934 wurde das Glashüttengut Buchenau verbrieft. Für einen Verkaufspreis von 1,5 Millionen Reichsmark ging es in den Besitz Bayerns über.
Am 18. Februar 1935 brach die stillgelegte Glashütte unter der Last der Schneemassen zusammen. Aus dem Glasmacherdorf Buchenau wurde nun ein Holzhauerdorf. Das Schloss verwaiste nach dem Tod
der Witwe des letzten Poschinger zu Buchenau.
1942 kaufte die Kochbuchautorin Erna Horn zusammen mit ihrem Ehemann Dr. Julius Arndt Schloss Buchenau. Erna Horn richtete hier eine Versuchsküche ein, die sie bis in die 1970er Jahre führte. Nach Horns Tod erbten die ehemaligen Angestellten des Ehepaares, Emilie Meislinger Arndt und Theresia Dengler Arndt, das Anwesen. 1990 schenkten sie den ehemaligen Hüttenplatz dem Bürgerverein Buchenau, der dort einen Spielplatz errichtete. Seit Frühjahr 2006 ist Schloss Buchenau im Besitz des Förderkreises Schloss Buchenau.

### Kirchenbau

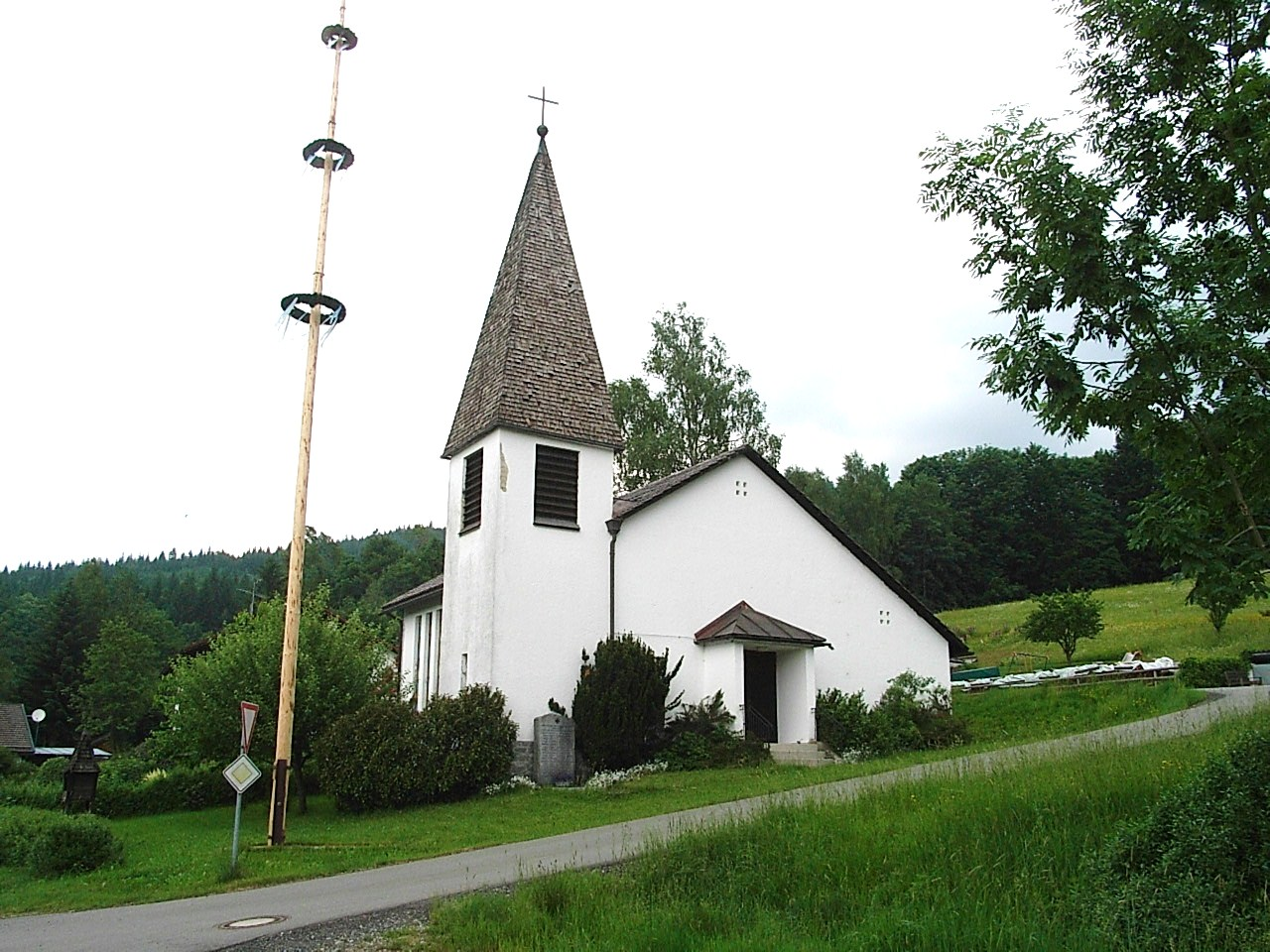
Filialkirche St. Gunther in Buchenau

Am 25. November 1936 weihte Generalvikar Dr. Franz Seraph Riemer einen ersten Sakralraum im Palmenhaus des Schlossgartens auf das Patrozinium Maria, Mutter der Schmerzen. Nach dem Verkauf des Schlosses 1942 erfolgte der Umzug in das ehemalige Mechanikergebäude. 1959 kam es zur Gründung eines Kirchenbauvereines. Die Nebenkirche St. Gunther, die zur Pfarrei Frauenau gehört, wurde 1960 nach Plänen von Diözesanbaumeister Alfons Hornsteiner errichtet. Mitte Oktober 1960 war die Kirche fertig. Den Tabernakel schuf der künstlerisch begabte Expositus Alfred Ziesinger aus Philippsreut; die Skulptur des hl. Gunther und das Kreuz sind Werke des Holzbildhauers Hans Lentner aus Spiegelau; die Madonna schnitzte Holzbildhauer Emil Kronschnabel aus Zwiesel, und den Altar entwarf Holzkünstler Alois Wenig aus Kasberg. Am 16. Oktober 1960 weihte Abt Emmanuel Maria Heufelder von Kloster Niederaltaich die neue Guntherkirche.

### Ende des Schulbetriebes
Mit dem Zusammenschluss der Schulen Buchenau und Spiegelhütte im Jahr 1963 und mit der Eingliederung von Ludwigsthal in den Schulverband im Jahr 1967 endete die Einheit von Schule und Dorf. Im Jahr 1970 wurde nach der Errichtung der Gemeindeschule in Lindberg der Schulverband aufgelöst.
Buchenau hat heute etwas mehr als 100 Einwohner und ist ein beliebter Ausgangspunkt für Wanderungen.

## Vereine
- Bürgerverein Buchenau
- Förderkreis Schloss Buchenau
- SV Buchenau-Spiegelhütte